# Paul Buchegger
Paul Buchegger (ur. 4 marca 1996 w Linz) – austriacki siatkarz, grający na pozycji atakującego, reprezentant Austrii. 

## Przebieg kariery
| Lata                      | Klub                                 |                   |                   |                   |                   |                   |                   |                   |                   |                   |
| kariera juniorska         | kariera juniorska                    | kariera juniorska | kariera juniorska | kariera juniorska | kariera juniorska | kariera juniorska | kariera juniorska | kariera juniorska | kariera juniorska | kariera juniorska |
| ------------------------- | ------------------------------------ | ----------------- | ----------------- | ----------------- | ----------------- | ----------------- | ----------------- | ----------------- | ----------------- | ----------------- |
|                           | Cemtec SV Enns                       |                   |                   |                   |                   |                   |                   |                   |                   |                   |
| kariera seniorska         |                                      |                   |                   |                   |                   |                   |                   |                   |                   |                   |
| 2013–2015                 | UVC Holding Graz                     |                   |                   |                   |                   |                   |                   |                   |                   |                   |
| 2015–2016                 | TV Ingersoll Bühl                    |                   |                   |                   |                   |                   |                   |                   |                   |                   |
| 2016–2017                 | Pallavolo Impavida Ortona            |                   |                   |                   |                   |                   |                   |                   |                   |                   |
| 2017–2018                 | Bunge Rawenna                        |                   |                   |                   |                   |                   |                   |                   |                   |                   |
| 2018–2020                 | Gi Group Monza                       |                   |                   |                   |                   |                   |                   |                   |                   |                   |
| 2020–2021 (od 20.11.2020) | Leo Shoes Modena                     |                   |                   |                   |                   |                   |                   |                   |                   |                   |
| 2021–2022                 | Spor Toto                            |                   |                   |                   |                   |                   |                   |                   |                   |                   |
| 2022–2023                 | Tonno Callipo Calabria Vibo Valentia |                   |                   |                   |                   |                   |                   |                   |                   |                   |
| 2023–2024                 | Farmitalia Catania                   |                   |                   |                   |                   |                   |                   |                   |                   |                   |
| 2024–                     | Valsa Group Modena                   |                   |                   |                   |                   |                   |                   |                   |                   |                   |

## Sukcesy klubowe
Puchar Austrii:
- 2015

Puchar Challenge:
- 2018
- 2019

## Sukcesy reprezentacyjne
Liga Europejska:
- 2016[6]

## Nagrody indywidualne
- 2014: Najlepszy atakujący austriackiej Bundesligi w sezonie 2013/2014
- 2018: MVP finału Pucharu Challenge